# 犬吠蛙
犬吠蛙（學名：Hyla gratiosa）为雨蛙科雨蛙属的一种，是美國分布最廣泛的兩棲類之一。

## 地理範圍
發現從特拉華州到南部的佛羅里達州和東部路易斯安那州，通常是在沿海地區。

## 外部連結
- USGS Info page
- Barking tree frog at Animal Diversity （页面存档备份，存于）

 維基物種上的相關：犬吠蛙
 维基共享资源上的相關多媒體資源：犬吠蛙